# Émetteur du Bulay
L'émetteur du Bulay, dans le département du Jura, est une installation de 133 mètres de haut (pylône haubané) situé sur le belvédère éponyme, il est à une altitude de 1120 m, et se situe à 5 km du village de Foncine-le-Haut, 23 km de Champagnole, 20 km du Lac de Joux et 11 km de la frontière franco-suisse.
Il dessert la partie est du Jura en télévision (uniquement numérique depuis le 16 novembre 2010) et radio FM.

## Télévision

### Diffusion en analogique
L'émetteur du Bulay a diffusé les 3 principales chaînes françaises en analogique avec une puissance (PAR) commune de 34 kW.
| Chaîne                 | Canal |
| ---------------------- | ----- |
| TF1                    | 58H   |
| France 2               | 61H   |
| France 3 Franche-Comté | 64H   |

M6 était diffusée sur Champagnole depuis l'émetteur du Mont Rivel sur le canal 44H et avec une puissance (PAR) de 90 W.

### Diffusion en numérique[3]
| Multiplex | LCN              | Chaînes                                                          | Canal | Puissance (PAR) | Diffuseur |
| --------- | ---------------- | ---------------------------------------------------------------- | ----- | --------------- | --------- |
| R1        | 2 3 14 27        | France 2 France 3 Franche-Comté France 4 France Info             | 48H   | 3,5 kW          | TDF       |
| R2        | 8 15 16 17 18    | C8 BFM TV CNews CStar Gulli                                      | 21H   | 740 W           | TDF       |
| R3        | 4 26 41 42 43 45 | Canal+ LCI Paris Première Canal+ Sport Canal+ Cinéma(s) Planète+ | 27H   | 660 W           | TDF       |
| R4        | 5 6 7 9 22       | France 5 M6 Arte W9 6ter                                         | 28H   | 1 kW            | TDF       |
| R6        | 1 10 11 12 13    | TF1 TMC TFX NRJ 12 LCP                                           | 24H   | 850 W           | TDF       |
| R7        | 20 21 23 24 25   | TF1 Séries Films L'Équipe RMC Story RMC Découverte Chérie 25     | 39H   | 1 kW            | TDF       |

## Radio
Ce pylône  émet 3 radios publiques et 1 radio locale privée de catégorie B à destination du Jura,,.
| Fréquence | Radio          | Puissance | RDS (PS) |
| --------- | -------------- | --------- | -------- |
| 88.5      | France Inter   | 1 kW      | __INTER_ |
| 91.7      | France Culture | 1 kW      | _CULTURE |
| 98.4      | France Musique | 1 kW      | MUSIQUE_ |
| 99.0      | Plein Air      | 200 W     | PLEINAIR |

## Photos
- Sur tvignaud (consulté le 9 mai 2017).